# Гришкіна Маргарита Володимирівна
Маргарита Володимирівна Гришкіна (рос. Маргарита Владимировна Гришкина, уроджена: Сисоєва; нар. 4 квітня 1943, Кочукове, Юкаменський район, УАРСР, РРФСР, СРСР) — удмуртська громадська діячка та науковиця, доктор історичних наук, заслужена діячка науки Удмуртії та Росії, професорка Російської Академії природознавства. Членкиня Національних зборів Всеудмуртской асоціації «Удмурт Кенеш». Лавреатка Всеудмуртської національної премії імені Кузебая Герда (1992), за внесок у науку відзначена Почесною грамотою Російської академії наук. Входила до складу редколегії низки наукових видань, була відповідальним редактором та членкинею редколегії низки наукових видань. Членкиня спеціалізованої Ради по захисту кандидатських і докторських дисертацій УДУ. Брала участь у роботі Всесвітнього конгресу тюркських народів в Анкарі (1993), Всесвітньому конгресу фінно-угорських народів у Будапешті (1995).

## Життєпис
Народилася 4 квітня 1943 року в присілку Кочукове Юкаменського району УАРСР в селянській родині. 
У 1963 році закінчила історико-філологічний факультет Удмуртського державного педагогічного інституту. Проходила стажувалання в Інституті історії СРСР АН СРСР. 
Маргарита Гришкіна працювала вчителькою історії Ярської середньої школи, викладала у Ярському педучилище. У 1963-1965 роках працювала літературним співробітником в редакції Ярської районної газети. 
У 1965 році була прийнята на посаду наукового співробітника сектора історії Удмуртского НДІ історії, мови і літератури при Раді Міністрів Удмуртської АРСР, з 1975 року — завідувала сектором. У 1977 році захистила кандидатську дисертацію. З 1987 року — доцентка кафедри дореволюційної вітчизняної історії Удмуртского державного університету. у 1991-1998 роках — старший науковий співробітник кафедри. У 1995 році захистила докторську дисертацію. З 1998 року — провідний науковий співробітник Удмуртского державного університету.
З 1993 до 1996 року працювала завідувачкою відділом історії Інституту історії і культури народів Приуралля, з 1996 по 1997 рік — завідувачка відділом регіональної історії Інституту регіонологіі при УДУ. З листопада 1997 року працювала провідним науковим співробітником відділу історії Удмуртского інституту історії, мови, літератури Уральського відділення РАН. 

## Нагороди, премії та звання
- Заслужений діяча науки Удмуртської АРСР (1981)
- Лавреатка Всеудмуртської національної премії імені Кузебая Герда (1992)
- Доктор історичних наук (1995)
- Заслужений діяча науки Російської Федерації (1999)

## Доробок
Написала понад 160 наукових публікацій, монографії та підручники з історії Удмуртії. 
- Удмурты. Этюды из истории IX-XIX вв. // Ижевск: Удмуртия, 1994. — 168 с. ISBN 5-7691-0396-5
- Дауръёс пыр: вашкала-вашкала удмуртъёс сярысь очеркъёс. // Ижевск : Удмуртия, 1997. — 189,[3] б.: ил.; 60х84/16 ISBN 5-7659-0778-4.
- Крестьянство Удмуртии в XVIII веке. // Удм. науч.-исслед. ин-т истории, экономики, языка и лит. при Совете М-в Удм. АССР. — Ижевск: Удмуртия, 1977. — 187с.
- Удмуртия в эпоху феодализма (конец XV - первая половина XIX в.). Российская Академия наук, Уральское отделение, Удмуртский институт истории, языка и литературы. — Ижевск: УИИЯЛ УрО РАН, 1994. — 207, [1] с. ISBN 5-7691-0396-5.
- История Удмуртии. Первая половина XIX века: учеб. для 8 кл. — Ижевск: Удмуртия, 2007. — 183 с.: ил.,; 70х90/16. ISBN 978-5-7659-0418-3.
- О распространении грамотности среди удмуртов в XVII-XVIII вв. // 200 лет удмуртской письменности. Ижевск: НИИ при СМ УАССР. С. 69-75.
- Численность и расселение удмуртов в XVIII в. // Вопросы этнографии Удмуртии. Ижевск: НИИ при СМ УАССР. С. 95-133.
- Письменные источники по истории удмуртов IX-XVII вв. // Материалы по этногенезу удмуртов. Ижевск: НИИ при СМ УАССР. С. 3-42.
- Служилое землевладение арских князей в Удмуртии XVI - первой половины XVIII веков // Проблемы аграрной истории Удмуртии. Ижевск: НИИ при СМ УАССР. С. 20-40.
- Удмуртия в эпоху феодализма (конец XV - первая половина XIX в.). // Ижевск: УИИЯЛ УрО РАН. ISBN 5-7691-0396-5
- Материалы по этногенезу удмуртов. // Ижевск: Удмуртия, 1994. — 174 с.
- Через века: Очерки о древних удмуртах. — Ижевск: Удмуртия, 1997. — 189 с. ISBN 5-7659-0778-4
- М. Г. Атаманов – выдающийся просветитель удмуртского народа, ученый и писатель-публицист // Ежегодник финно-угорских исследований / Удмуртский государственный университет. — Ижевск, 2011. — Вып. 1.  — С. 13-26.
- «Тангыра»: новая версия удмуртского эпоса // Финно-угроведение. — Йошкар-Ола, 2009. — № 2. — С. 97-101.
- Колонизационные процессы и расселение этнических групп в Вятско-Камском междуречье в XVI - первой половине XVIII века // Удмуртский ин-т истории, языка и литературы УрО РАН. — Ижевск: Удмуртский ин-т истории, языка и литературы УрО РАН, 2006. — 82 с. ISBN 5-7691-1813-X